# Gniew aniołów
Gniew aniołów (tytuł oryg. Raging Angels) – amerykański film fabularny z roku 1995, powstały według powieści Chako van Leeuwena i Stensa Christensena.

## Obsada
- Sean Patrick Flanery – Chris
- Diane Ladd – siostra Kate
- Monet Mazur – Lila
- Michael Paré – Colin
- Arielle Dombasle – Megan
- Shelley Winters – babcia Rut
- Warren Munson – Harlin
- Kevin Spirtas – Zealot
- Phyllis Stuart